# Matthias Maurer
Matthias Josef Maurer (18 de março de 1970, Sankt Wendel, Sarre), é um astronauta alemão da Agência Espacial Europeia e cientista de materiais, selecionado em 2017.

## Carreira espacial
Maurer se inscreveu para a seleção de astronautas da ESA em 2009, com aproximadamente outros 8500 candidatos e foi um de dez a passar pelo procedimento de seleção, mas não foi inicialmente colocado como parte do Corpo de Astronautas Europeus. Em 2010, ele começou a trabalhar na Agência Espacial Europeia como engenheiro de apoio e eurocom para a equipe de solo do Columbus no European Astronaut Centre em Cologne, Alemanha. Antes de formalmente passar a fazer parte do Corpo Europeu de Astronautas em julho de 2017, Maurer assumiu uma posição de liderança no Centro de Astronautas em projetos relacionados com o futuro da eploração espacial e operações lunares com novos parceiros internacionais, além de estender a capacidade de exploração tripulada da agência para além da Estação Espacial Internacional.
Em 2014, ele fez parte do programa ESA CAVES e em 2016 ele participou da missão análoga 21 do NEEMO, um trino submerso para futuras tripulações da ISS na Flórida. Em março de 2018 ele recebeu a certificação para a realização de atividades extra-veiculares na ISS no traje estadunidense EMU. Em 2018, ele se formou de forma bem sucedida de tanto o treinamento básico quanto o treinamento de pré-atribuição e assim tornou-se totalmente certificado para a realização de um voo espacial.
Em 12 de maio de 2020 ele chegou no Johnson Space Center no Texas junto do astronauta Thomas Pesquet e dos Cosmonautas Sergei Ryjikov, Sergei Kud-Sverchkov, Oleg Novitskiy e Pyotr Dubrov, para treinamento durante a pandemia de COVID-19.

### SpaceX Crew-3
No dia 28 de julho de 2020 foi anunciado que Maurer serviria como um suplente de Thomas Pesquet para a Expedição 65. O seu próprio voo ocorreu em 11 de novembro de 2021 na SpaceX Crew-3, o que o tornou o décimo segundo astronauta alemão depois de Alexander Gerst em 2018.